# Estomatología
La estomatología  es una especialidad médica que se dedica al diagnóstico, prevención y tratamiento de las enfermedades del aparato estomatognático, lo que incluye los dientes, el periodonto, el maxilar superior e inferior, la articulación temporo-mandibular y las lesiones de la mucosa bucal.
Etimológicamente proviene del griego estoma que quiere decir boca y logía que quiere decir estudio o tratado.

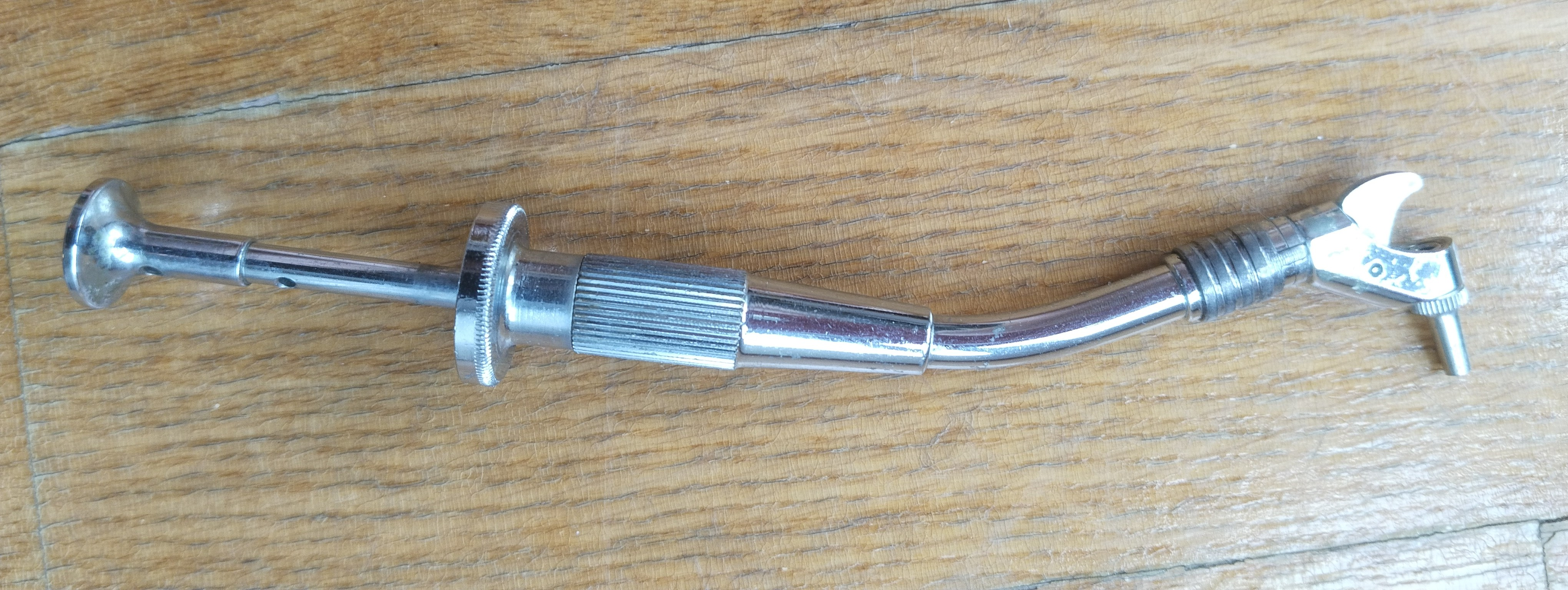
Porta amalgamas

## Historia
En 1944 se modificó en España el título de licenciado en odontología y se transformó en una nueva especialidad médica denominada estomatología. Para llevar a cabo esta formación se crearon las escuelas profesionales de estomatología, en su mayoría en universidades públicas con facultades de medicina.
En los años ochenta, y dada la plétora de médicos en España el ingreso en las escuelas, previo examen selectivo con un temario reducido a la especialidad, se fue dificultando llegando a su máximo exponente a partir de 1984 en que fue un examen tipo MIR en todas las escuelas españolas donde obtenían plaza uno de cada siete médicos examinados.
A partir de 1987, y siguiendo las directrices europeas, se comenzó de nuevo la formación de odontólogos en España con un plan de estudios de cinco años independiente de la medicina. Las escuelas de estomatología se fueron transformando paulatínamente en facultades de odontología hasta que en el 2001 se graduó la última promoción de estomatólogos en España.

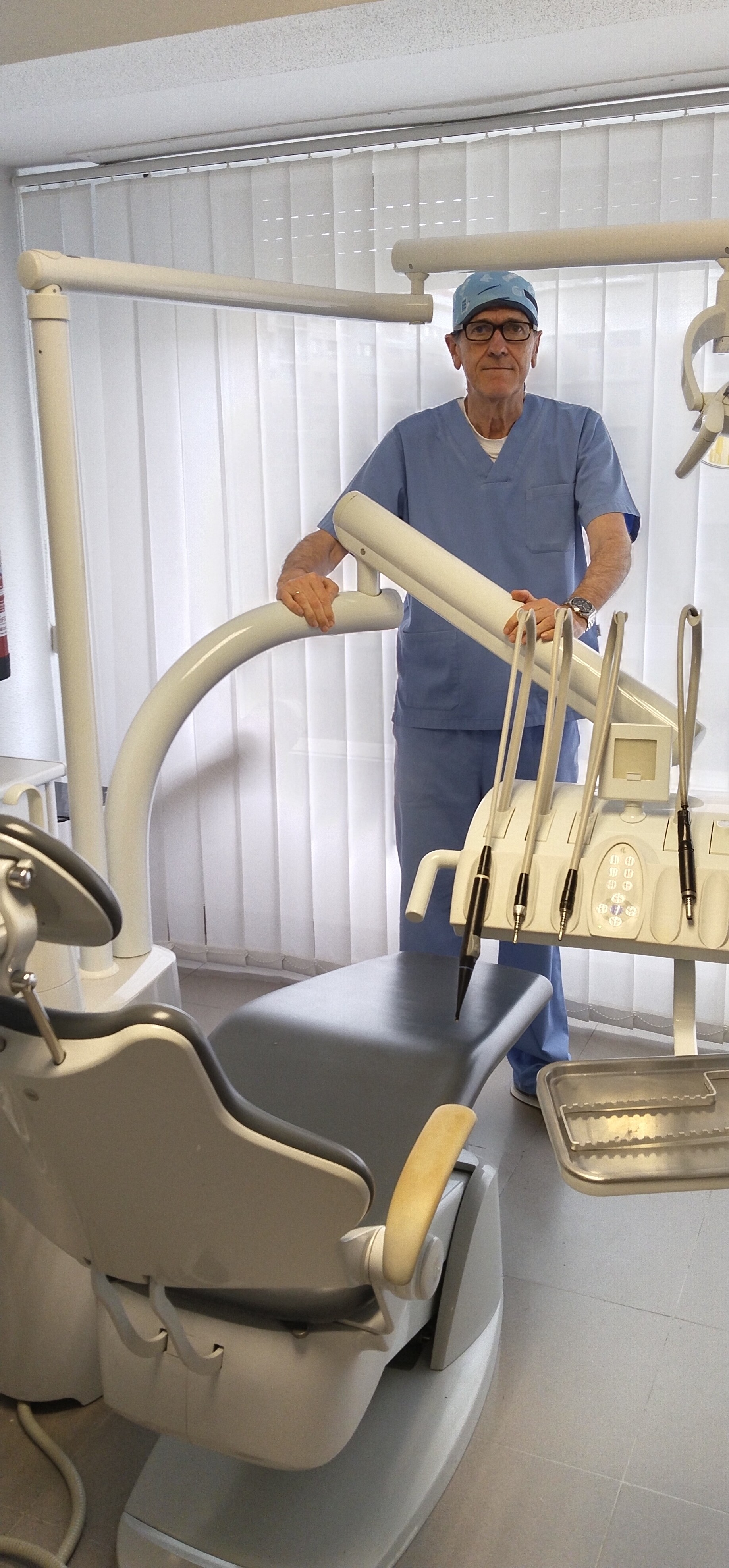
Equipo dental

## Convalidaciones
Hasta 1986 en que España ingresó en el Mercado Común Europeo, muchos médicos españoles (cerca del millar) fueron a hospitales europeos, fundamentalmente franceses, a obtener la especialización en estomatología como país no miembro del Mercado Común europeo. El ingreso de España en el Mercado Común y su acceso directo a trabajar en Europa hizo que  aumentara  la exigencia para realizar la especialidad en los hospitales comunitarios lo que hizo disminuir drásticamente el número de médicos españoles en Europa.